# Grace Murray Hopper Award
Der Grace Murray Hopper Award ist der erste von mittlerweile vielen nach Grace Hopper benannten Preisen. Er wird von der ACM seit 1971 an junge Computerexperten verliehen, die zum Zeitpunkt der gewürdigten technischen Leistung nicht älter als 35 sind. Der nicht in jedem Jahr verliehene Preis ist mit 35.000 US-Dollar dotiert, die teilweise vom Unternehmen Google  mitgestiftet wurden. Seit 2013 ist Microsoft Research der Sponsor.

## Preisträger
- 1971: Donald E. Knuth – für die Veröffentlichung von Band 1 seiner monumentalen Abhandlung The Art of Computer Programming
- 1972: Paul E. Dirksen und Paul H. Cress – für die Erschaffung des WATFOR-Compilers, des ersten Mitglieds einer mächtigen neuen Familie von diagonistischen und edukativen Werkzeugen
- 1973: Lawrence M. Breed, Richard H. Lathwell und Roger Moore – für ihre Arbeit an Entwurf und Implementierung von APL/360, die neue Standards in Einfachheit, Effizienz, Zuverlässigkeit und Antwortzeit interaktiver Systeme setzte
- 1974: George N. Baird – für die erfolgreiche Entwicklung des COBOL Compiler Validation Systems der US Navy
- 1975: Allen L. Scherr – für seine bahnbrechende Studie über quantitative Computer-Performance-Analyse
- 1976: Edward H. Shortliffe – für seine bahnbrechende Forschungsarbeit, verkörpert in MYCIN, einem Expertensystem, das Mediziner über die Diagnose und Behandlung von Infektionen berät
- 1978: Raymond Kurzweil – für die Entwicklung einer Printseiten-Vorlesemaschine für Blinde: Die „Kurzweil machine“ wäre ohne andere Errungenschaften Kurzweils, insbesondere Methodik zum automatischen Erkennen eines weiten Spektrums unterschiedlich großer und geformter Buchstaben, nicht möglich gewesen
- 1979: Steve Wozniak – für seine zahlreichen Beiträge zum rapide wachsenden Gebiet des Personal Computing, insb. zur Hard- und Software der Apple-Computer
- 1980: Robert Metcalfe – für seine Entwicklungsarbeit bei lokalen Netzwerken, speziell Ethernet
- 1981: Dan Bricklin – für seine Beiträge zum Personal Computing und insb. zum Entwurf von Visicalc
- 1982: Brian Reid – für seine Beiträge im Gebiet der computergestützten Textverarbeitung und Satzsysteme, speziell Scribe, das einen wichtigen Fortschritt in diesem Gebiet bedeutete
- 1984: Dan Ingalls – für seine Arbeit am Xerox PARC, wo er sowohl technisch als auch inspirativ eine treibende Kraft in der Entwicklung von Smalltalk und dessen Grafikfähigkeiten und der Designer der BITBLT-Direktive war, die in der Bilderzeugung auf Raster-Scan-Displays weit verbreitet ist
- 1985: Cordell Green – für das Begründen verschiedener Schlüsselaspekte der theoretischen Grundlagen für Logikprogrammierung und für das Entwickeln eines Resolutionstheorem-Beweisers, der Programmieraufgaben ausführt, indem er das Ergebnis berechnet, das das Computerprogramm berechnen soll, was eine frühe theoretische Grundlage für Prolog und Logikprogrammierung bot
- 1986: Bill Joy – für seine Arbeit am Berkeley-UNIX-Betriebssystem als Designer und Implementierer von zahlreichen von dessen fortgeschrittenen Features, wie virtuellem Speicher, der C-Shell, dem vi-Texteditor und den Netzwerkfähigkeiten
- 1987: John Ousterhout – für seine Beiträge zum VLSI-Computer-Aided-Design: Seine Systeme Caesar und Magic haben gezeigt, dass effektive CAD-Systeme nicht teuer, schwer erlernbar oder langsam sein müssen.
- 1988: Guy Lewis Steele junior – für seine Beiträge zur Entwicklung der höheren Programmiersprachen, vornehmlich seine Verbesserung des lexical scoping in Lisp
- 1989: W. Daniel Hillis – für seine Grundlagenforschung zu parallelen Algorithmen und für Konzeption, Entwurf, Implementierung und Kommerzialisierung der Connection Machine
- 1990: Richard Stallman – für Pionierarbeit in der Entwicklung des erweiterbaren Editors Emacs
- 1991: Feng-hsiung Hsu – für Beiträge zu Architektur und Algorithmen von Schachcomputern: Seine Arbeit führte zur Erschaffung von Deep Thought, dem ersten Schachcomputer, der einen Großmeister in einem Turnierspiel besiegte und selbst den Rang eines Großmeisters erlangte.
- 1993: Bjarne Stroustrup – für seine frühe Arbeit, die Grundlagen für die Programmiersprache C++ zu legen
- 1996: Shafrira Goldwasser – für ihre frühe Arbeit bezüglich Berechenbarkeit, Zufallserzeugung, Wissensmanagement und Beweisen, die die Grundzüge der probabilistischen Berechenbarkeitstheorie, algorithmischen Zahlentheorie und Kryptographie geformt hat
- 1999: Wen-mei Hwu – für den Entwurf und die Implementierung der IMPACT-Compiler-Infrastruktur, die sowohl von der Mikroprozessorindustrie als Grundlage für ihre Produktentwicklungen als auch im akademischen Umfeld als Grundlage fortgeschrittener Forschung und Entwicklung in Rechnerarchitektur und Compilerdesign umfassend genutzt wurde
- 2000: Lydia Kavraki – für ihre bahnbrechende Arbeit am Probabilistic-Roadmap-Ansatz, der einen Paradigmenwechsel im Gebiet der Pfadplanung verursachte, und viele Anwendungen in Robotik, Produktion, Nanotechnologie und Bioinformatik findet
- 2001: George Necula – für seine bahnbrechende Arbeit am Konzept und der Implementierung von Proof-Carrying Code, der großen Einfluss im Feld der Programmiersprachen und Compiler hatte und neue Anstöße für maschinengestütztes Beweisen und Programmvalidierung lieferte
- 2002: Ramakrishnan Srikant – für seine bahnbrechende Arbeit an Data-Mining Association Rules, die diese zu einem Schlüsselwerkzeug des Data-Minings und Teil des Kerninhalts von Datenbank- und Data-Mining-Vorlesungen machten
- 2003: Stephen W. Keckler – für bahnbrechende Analysen von Skalierungsmöglichkeiten für hochperformante Prozessoren, die neues Licht auf die Methoden, die nötig sind, um weiterhin die Performancesteigerungsrate in der Rechnerarchitektur beibehalten zu können, und auf die Design-Implikationen für zukünftige hochperformante Prozessoren und Systeme warf
- 2004: Jennifer Rexford – für Modelle, Algorithmen und tatsächlich eingesetzte Systeme, die stabiles und effizientes Internet-Routing ohne globale Koordination gewährleisten
- 2005: Omer Reingold – für seine Arbeit, einen deterministischen Algorithmus mit logarithmischem Platzaufwand für das Erreichbarkeitsproblem in ungerichteten Graphen zu finden
- 2006: Daniel Klein – für das Design eines Systems, das direkt aus einem Text eine qualitativ hochwertige englische Grammatik erlernen kann
- 2007: Vern Paxson – für seine Messungen und Charakterisierungen des Internets
- 2008: Dawson Engler – für seine Beiträge zur automatisierten Programmprüfung und Fehlersuche
- 2009: Tim Roughgarden – für seine Forschungen, die Informatik mit der Spieltheorie zu verbinden, um Netzwerkrouting zwischen auf eigene Vorteile bedachten Parteien zu analysieren
- 2010: Craig Gentry – für die bahnbrechende Konstruktion eines homomorphen Verschlüsselungssystems, das auf verschlüsselten Daten beliebige Berechnungen ohne Entschlüsselung ermöglicht
- 2011: Luis von Ahn – für seine Forschung zur Nutzung der menschlichen Seite der Mensch-Maschine-Interaktion zur Lösung schwierig zu berechnender Aufgaben
- 2012: Martin Casado – für die Schaffung der Bewegung des Software-defined Networking
2012: Dina Katabi – für ihre Beiträge zur Theorie und Praxis der Netzwerk-Stausteuerung und Bandbreitenzuweisung
- 2013: Pedro Felipe Felzenszwalb – für einflussreiche Beiträge zur Objekterkennung in Bildern
- 2014: Sylvia Ratnasamy – für Beiträge zum ersten effizienten Design von Distributed Hash Tables (DHT)
- 2015: Brent Waters – für Einführung und Entwicklung der Konzepte von Attribute-based encryption und Functional encryption
- 2016: Jeffrey Heer – für die Entwicklung verschiedener Sprachen zur Visualisierung, darunter Prefuse, Protovis, D3.js und Vega
- 2017: Amanda Randles – für die Entwicklung von HARVEY, einer hydrodynamischen Simulationssoftware für das menschliche Gefäßsystem
- 2018: Constantinos Daskalakis – für wegweisende Beiträge zur Theorie von Berechnungen und Wirtschaftlichkeit, insbesondere zur Komplexität des Nash-Gleichgewichts
2018: Michael J. Freedman – für Entwurf und Anwendung selbstorganisierender geo-verteilter Systeme
- 2019: Maria Florina Balcan – für grundlegende Beiträge zum minimal-beaufsichtigten Lernen
- 2020: Shyamnath Gollakota – für Beiträge zur Nutzung von Funksignalen beim Schaffen neuartiger Anwendungen
- 2021: Raluca Ada Popa – für Beiträge zum Entwurf praktikablerer verteilter Systeme zur sicheren Berechnung über verschlüsselte Daten, die Vertraulichkeit gegen Server-Angriffe unter Beibehaltung von voller Funktion bei geringem Performance-Overhead bewahren
- 2022: Mohammad Alizadeh – für Pionierarbeiten zu Datencenter-Netzwerken
- 2023: Prateek Mittal – für grundlegende Beiträge zur Privatsphäre und Sicherheit im Internet mittel Cross-Layer-Ansatz
- 2024: Ilias Diakonikolas – Beiträge zum Bereich der algorithmisch robusten Statistik